# کیکو سانچس
کیکو سانچس (اسپانیایی: Kiko Sánchez‎؛ زادهٔ ۱۹ سپتامبر ۱۹۶۵) قایقران قایق بادبانی اهل اسپانیا بود.